# Kōsuke Uchida
Kōsuke Uchida (内田 昂輔?, Uchida Kōsuke; Kyoto, 2 ottobre 1987) è un ex calciatore giapponese, di ruolo centrocampista.

## Carriera
In carriera ha giocato 16 partite nelle coppe asiatiche, di cui 2 per la AFC Champions League e 14 per la Coppa dell'AFC, tutte con lo Yangon Utd.

## Palmarès

### Club

#### Competizioni nazionali
- Campionato laotiano: 1

Lanexang United: 2016